# جامعة الجنان
جامعة الجنان هي مؤسسة لبنانية خاصة للتعليم العالي. هي إحدى مؤسسات الجنان التربوية العاملة منذ سنة 1964 وقد أنشئت جامعة الجنان في مدينة طرابلس في 14 تشرين الأول من العام 1988 على يد الرئيسة المؤسسة الدكتورة منى حداد يكن. أصبحت الجامعة من المؤسسات التابعة لجمعية الجنان التي نالت الترخيص الرسمي بتاريخ 28 يناير 1991 وبموجب علم وخبر 37/د.
شييد المبنى الرئيسي الجديد لجامعة الجنان سنة 2004 بشراكة مع رجل الأعمال الشيخ عيسى عبد المحسن العيسى. وبعد وفاة الرئيسة المؤسّسة، تسلّم رئاسة الجامعة الأستاذ الدكتور عابد يكن من العام 2013 وحتى العام 2016. وتولّى رئاسة الجامعة الأستاذ الدكتور بسّام بركة في الأعوام 2016-2019. أعيد تعيين الأستاذ الدكتور عابد يكن رئيساً للجامعة في العام 2019.

## كلياتها
صدر المرسوم رقم 1948 بتاريخ 21/12/1999 الذي ينص على الترخيص الرسمي لجامعة الجنان بكلياتها الأربع:
1. كلية الآداب والعلوم الإنسانية.
2. كلية إدارة الأعمال.
3. كلية الإعلام.
4. كلية الصحة العامة.

وقد لحظ المرسوم تسوية أوضاع جميع متخرجي جامعة الجنان منذ تأسيسها.
وبتاريخ 24/03/2010. صدر المرسوم رقم 3690 الذي ينص على الترخيص الرسمي لجامعة الجنان بإستحداث كلية التربية. وفي العام 2012 صدر مرسوم جمهوري ينص على الترخيص الرسمي لجامعة الجنان بإستحداث كلية العلوم.

## العضويات
1. اتحاد الجامعات العربية.
2. رابطة الجامعات الإسلامية.
3. رابطة جامعات لبنان.
4. الوكالة الجامعية الفرنكوفونية AUF
5. المنظمة العربية للمسؤولين عن القبول والتسجيل في الجامعات بالدول العربية.
6. اتحاد الجامعات العربية الأوروبية.
7. مديري القبول والتسجيل في الجامعات اللبنانية الخاصة.

## وصلات خارجية
- موقع الجامعة على الإنترنت
- جامعة الجنان Jinan